# Marie Wilson
Marie Wilson (Anaheim, 19 de agosto de 1916-Hollywood, Los Ángeles, 23 de noviembre de 1972) fue una actriz radiofónica, televisiva y cinematográfica estadounidense.

## Biografía
Su verdadero nombre era Katherine Elisabeth Wilson, y nació en Anaheim, California. Empezó su carrera en el espectáculo en Nueva York como bailarina en Broadway. Consiguió fama nacional con My Friend Irma, que motivó un programa radiofónico, una serie televisiva y dos películas en el cine, y que dio como resultado una carrera basada en el personaje de la rubia tonta, actuando en numerosas comedias y trabajando en los famosos "Blackouts" hollywoodienses de Ken Murray. Durante la Segunda Guerra Mundial, Wilson fue una de las actrices voluntarias en el Hollywood Canteen. Fue una popular chica pin-up de la época gracias a su excelente figura. Su actuación en "Satan Met Lady", segunda adaptación al cine de la novela "El halcón maltés", supuso una plantilla virtual para la posterior imagen de Marilyn Monroe.
Wilson actuó en más de cuarenta filmes, y fue invitada de The Ed Sullivan Show en cuatro ocasiones, así como intérprete televisiva durante la década de 1960, trabajando hasta el momento de su muerte, a causa de un cáncer, en 1972, con 56 años de edad. Fue enterrada en el cementerio Forest Lawn Memorial Park de Hollywood Hills.
El talento de Wilson fue reconocido con tres estrellas en el paseo de la fama de Hollywood: una por su contribución a la radio en el 6301 de Hollywood Boulevard, otra por su trabajo televisivo en el 6765 de Hollywood Blvd., y la última por su actividad cinematográfica en el 6601 de la misma vía. 
Wilson estuvo casada en cuatro ocasiones: con Nick Grinde (no se conocen las fechas), con Bob Stevens (de 1938 a 1939), con Allan Nixon (1942-1950) y con Robert Fallon (1951-1972).

## Filmografía
- Down to Their Last Yacht (1934)
- Babes in Toyland (1934)
- Ladies Crave Excitement (1935)
- The Girl Friend (1935)
- Stars Over Broadway (1935)
- Miss Pacific Fleet (1935)
- Broadway Hostess (1935)
- Colleen (1936)
- The Big Noise (1936)
- Satan Met a Lady (1936)
- China Clipper (1936)
- King of Hockey (1936)
- Melody for Two (1937)
- Public Wedding (1937)
- Over the Goal (1937)
- The Great Garrick (1937)
- The Invisible Menace (1938)
- Fools for Scandal (1938)
- Boy Meets Girl (1938)
- Broadway Musketeers (1938)
- Sweepstakes Winner (1939)
- Should Husbands Work? (1939)
- Cowboy Quarterback (1939)
- Virginia (1941)
- Rookies on Parade (1941)
- Flying Blind (1941)
- Harvard, Here I Come! (1941)
- Broadway (1942)
- She's in the Army (1942)
- You Can't Ration Love (1944)
- Shine On Harvest Moon (1944)
- Music for Millions (1944)
- Young Widow (1946)
- No Leave, No Love (1946)
- The Private Affairs of Bel Ami (1947)
- The Fabulous Joe (1947)
- Linda Be Good (1947)
- My Friend Irma (1949)
- My Friend Irma Goes West (1950)
- Never Wave at a WAC (1952)
- A Girl in Every Port (1952)
- Marry Me Again (1953)
- The Story of Mankind (La historia de la humanidad) (1957)
- Mr. Hobbs Takes a Vacation (1962)

Cortos:
- My Gal Sally (1935)
- Swingtime in the Movies (1938)
- For Auld Lang Syne #3 (1938)
- Vitaphone Pictorial Revue No. 12 (1938)
- Screen Snapshots: The Great Showman (1950)
- Screen Snapshots: Hollywood Stars on Parade (1954)

## Televisión
- My Friend Irma (1952-1954)
- Ernestine (1962) (Episodio piloto no vendido)
- Where's Huddles?t (1970) (voz) (cancelada tras 10 episodios)